# Diecezja Fengxiang
Diecezja Fengxiang (łac. Dioecesis Fomsiamensis, chiń. 天主教凤翔教区) – rzymskokatolicka diecezja ze stolicą w Fengxiang w prefekturze miejskiej Baoji, w prowincji Shaanxi, w Chińskiej Republice Ludowej. Biskupstwo jest sufraganią archidiecezji xi’ańskiej.

## Historia
15 listopada 1932 papież Pius XI brewe Ex Apostolico munere erygował prefekturę apostolską Fengxiang. Dotychczas wierni z tych terenów należeli do wikariatu apostolskiego Xi’anfu (obecnie archidiecezja xi’ańska). 9 czerwca 1942 prefekturę apostolską Fengxiang podniesiono do rangi wikariatu apostolskiego.
W wyniku reorganizacji chińskich struktur kościelnych dokonanych przez Piusa XII 11 kwietnia 1946 wikariat apostolski Fengxiang został podniesiony do rangi diecezji.
Z 1950 pochodzą ostatnie pełne, oficjalne kościelne statystyki. Diecezja Fengxiang liczyła wtedy:
- 8504 wiernych (0,9% społeczeństwa)
- 30 kapłanów (8 diecezjalnych i 22 zakonnych)
- 8 sióstr zakonnych
- 16 parafii.

Od zwycięstwa komunistów w chińskiej wojnie domowej w 1949 diecezja, podobnie jak cały prześladowany Kościół katolicki w Chinach, nie może normalnie działać. Kapłani na czele z bp Anthonim Zhou Weidao zostali aresztowani, a kościoły zburzone. Diecezja zaczęła się odradzać od roku 1980. Do tego czasu tylko 6 księży przetrwało prześladowania. Wśród nich był także bp Zhou Weidao, który wyświęcił dla diecezji nowych kapłanów oraz koadiutora Luke Li Jingfenga. Zmarł on w 1983 a następstwo po nim objął bp Li Jingfeng. Odmówił on wstąpienia do Patriotycznego Stowarzyszenia Katolików Chińskich. Był przynajmniej raz aresztowany przez władze, lecz ogólnie sprawuje posługę biskupią bez większych ingerencji ze strony urzędników państwowych. W sierpniu 2004 został oficjalnie uznany przez władze świeckie. W 2005 został on zaproszony przez Benedykta XVI na synod biskupów, lecz władze państwa nie zezwoliły mu na wyjazd.
W 1996 bp Li Jingfeng konsekrował koadiutora Petera Zhang Zhiyonga. Nie zostało uznane to przez władze w Pekinie. Bp Zhang Zhiyong zrezygnował później z praw koadiutora. W 2011 wybrany został nowy kandydat na koadiutora ks. Peter Li Huiyuan. O wyborze miano poinformować władze świeckie, a z jego sakrą poczekać na zgodę Stolicy Apostolskiej. Bp Li Huiyuan został potajemnie konsekrowany w 2014. W 2017, po śmierci bpa Li Jingfenga, objął diecezję.

## Biskupi
- Philip Silvester Wang Taonan OFM (1933 – 1949) kolejno jako prefekt apostolski, wikariusz apostolski i biskup
- Anthony Zhou Weidao OFM (1950 – 1983) de facto większość lat spędził w więzieniu nie mając realnej władzy w diecezji
- Luke Li Jingfeng (1983 – 2017)
- Peter Li Huiyuan (od 2017)